# Zamarada thalia
Zamarada thalia är en fjärilsart som beskrevs av Charles Oberthür 1912. Zamarada thalia ingår i släktet Zamarada och familjen mätare. Inga underarter finns listade i Catalogue of Life.